# Портрет Михаила Львовича Трескина
«Портрет Михаила Львовича Трескина» — картина Джорджа Доу и его мастерской из Военной галереи Зимнего дворца.
Картина представляет собой погрудный портрет генерал-майора Михаила Львовича Трескина из состава Военной галереи Зимнего дворца.
К началу Отечественной войны 1812 года полковник Трескин был шефом Азовского пехотного полка и находился в Гельсингфорсе, откуда был переправлен в Ревель. В рядах корпуса Ф. Ф. Штейнгеля сначала сражался в Прибалтийских губерниях против маршала Макдональда, а затем в Белоруссии. Сражался под Полоцком, при Чашниках и на Березине, за отличие при преследовании остатков разбитой армии Наполеона был награждён орденом Св. Георгия 4-го класса. Во время Заграничных походов 1813 и 1814 годов находился в Померании и за осаду Данцига произведён в генерал-майоры.
Изображён в генеральском мундире, введённом для пехотных генералов 7 мая 1817 года — поскольку Трескин в марте 1816 года вышел в отставку, то он такой мундир носить не мог и ему был положен общегенеральский мундир образца 1808 года с двумя рядами пуговиц. На шее кресты орденов Св. Анны 2-й степени и Св. Георгия 4-го класса; по борту мундира крест прусского ордена Пур ле мерит; справа на груди крест ордена Св. Владимира 4-й степени (ошибочно изображён без банта) и серебряная медаль «В память Отечественной войны 1812 года» на Андреевской ленте. С тыльной стороны картины надпись: Treskin. Подпись на раме: М. Л. Трескинъ, Генералъ Маiоръ.
7 августа 1820 года Комитетом Главного штаба по аттестации Трескин был включён в список «генералов, заслуживающих быть написанными в галерею» и 28 февраля 1823 года император Александр I приказал написать его портрет. В это время Трескин находился в отставке; неизвестно, приезжал ли он в Санкт-Петербург и позировал ли Доу, или художнику присылался для копирования неизвестный современным исследователям портрет-прототип. Гонорар Доу был выплачен 15 января и 22 апреля 1828 года. Готовый портрет был принят в Эрмитаж 26 апреля 1828 года. Поскольку предыдущая сдача готовых портретов в Эрмитаж произошла 21 января 1828 года, то портрет Трескина можно считать написанным между этими датами.